# Packard A
Packard A – samochód amerykańskiej marki Packard produkowany w latach 1899–1900. Zbudowano go w liczbie 5 egzemplarzy w wersji Roadster. Był pierwszym pojazdem braci Jamesa Warda i Williama Douda Packarda oraz ich wspólnika George`a L. Weissa. Wspólnie założyli firmę Ohio Automobile Company w Warren celem wytwarzania samochodów. Plotka głosi, iż James Ward Packard nabył jeden z pierwszych aut Wintona, jednak w drodze do domu pojazd uległ awarii. Winton odrzucił reklamację Packarda, a ten stwierdził, iż potrafi zbudować lepsze auto i takie zbudował.